# Camós
Camós és un municipi situat al sud de la comarca del Pla de l'Estany.

## Geografia
- Llista de topònims de Camós (Orografia: muntanyes, serres, collades, indrets..; hidrografia: rius, fonts...; edificis: cases, masies, esglésies, etc).

| Entitat de població  | Habitants (2024) |
| Sant Vicenç de Camós | 643              |
| Santa Maria de Camós | 70               |
| Font: Idescat        |                  |

## Història
La història de Camós gira entorn de l'edificació i conservació de les dues esglésies – Sant Vicenç i Santa Maria – i de l'inici del culte i devoció de Santa Magdalena de Noves.
El lloc de Sant Vicenç de Camós ja és documentat l'any 1019 en la donació que Ramon Bonhom va fer a la canònica gironina, de terres que estaven situades en aquests indrets.
El 1334, l'abat de Banyoles s'havia apoderat, sense títols legítims, de la jurisdicció de Sant Vicenç i Santa Maria de Camós.
El 1372 ja són documentats els dos nuclis de poblament actuals en ocasió d redimir l'impost de bovatge al rei Pere el Cerimoniós.
El 1586 la pesta i altres malalties infeccioses assolen fort a Sant Vicenç de Camós i Palol de Revardit.
Finals del segle xvii, els camosins viuen de prop els sobresalts de la guerra amb els francesos. Els francs cometien tota mena d'excessos, a Camós, agafaven blat de la gent per donar-lo als cavalls, van robar les campanes de l'església i les van trencar. A principis del març de 1695, van intentar cremar les dues parròquies de Camós i tota la vall i van incendiar algunes cases.
El terme de Camós era, el 1698, una batllia reial i el cap de municipi era l'antiga parròquia: Sant Vicenç de Camós.
L'augment de població més important va donar-se a les acaballes del segle xix per baixar de sobte i tornar-se a refer cap al tercer decenni del segle xx.
Durant la Guerra Civil (1936-39), va produir-se un flux migratori de jovent cap a la ciutat de Banyoles per dedicar-se a activitats industrials i comercials, en detriment de la feina agrícola del seu lloc d'origen.

## Demografia
| 1497 | 1515 | 1553 | 1787 | 1887 | 1900 | 1920 | 1950 | 1970 | 2010 | 2024 |
| 59   | 14   | 48   | 295  | 672  | 464  | 631  | 572  | 569  | 681  | 711  |

## Llocs d'interès
- Vil·la romana de Vilauba.[2]
- Font del Salt Dalmau[3]
- Església de Sant Vicenç de Camós
- Església de Santa Maria de Camós
- Ermita de Santa Magdalena